# Big Beaver
Big Beaver é um distrito localizado no estado norte-americano de Pensilvânia, no Condado de Beaver.

## Demografia
Segundo o censo norte-americano de 2000, a sua população era de 2186 habitantes.
Em 2006, foi estimada uma população de 2150, um decréscimo de 36 (-1.6%).

## Geografia
De acordo com o United States Census Bureau tem uma área de
46,7 km², dos quais 46,2 km² cobertos por terra e 0,5 km² cobertos por água.

## Localidades na vizinhança
O diagrama seguinte representa as localidades em um raio de 8 km ao redor de Big Beaver.